# Kroksund
Kroksund is een plaats in de Noorse gemeente Hole, provincie Buskerud. Kroksund telt 272 inwoners (2007) en heeft een oppervlakte van 0,21 km².